# Amiot 351
Amiot 351 – francuski bombowiec z połowy 1939 roku. W 1940 roku, Amiot 351 został zmodyfikowany do wersji: Amiot 352, Amiot 357 i Amiot 370. Do czasu ataku Trzeciej Rzeszy na Francję typy Amiot 351 i 354 zostały dostarczone do francuskich dywizjonów w małych ilościach. Łącznie z prototypami zbudowano 86 maszyn różnych typów.

## Amiot 340 i 350

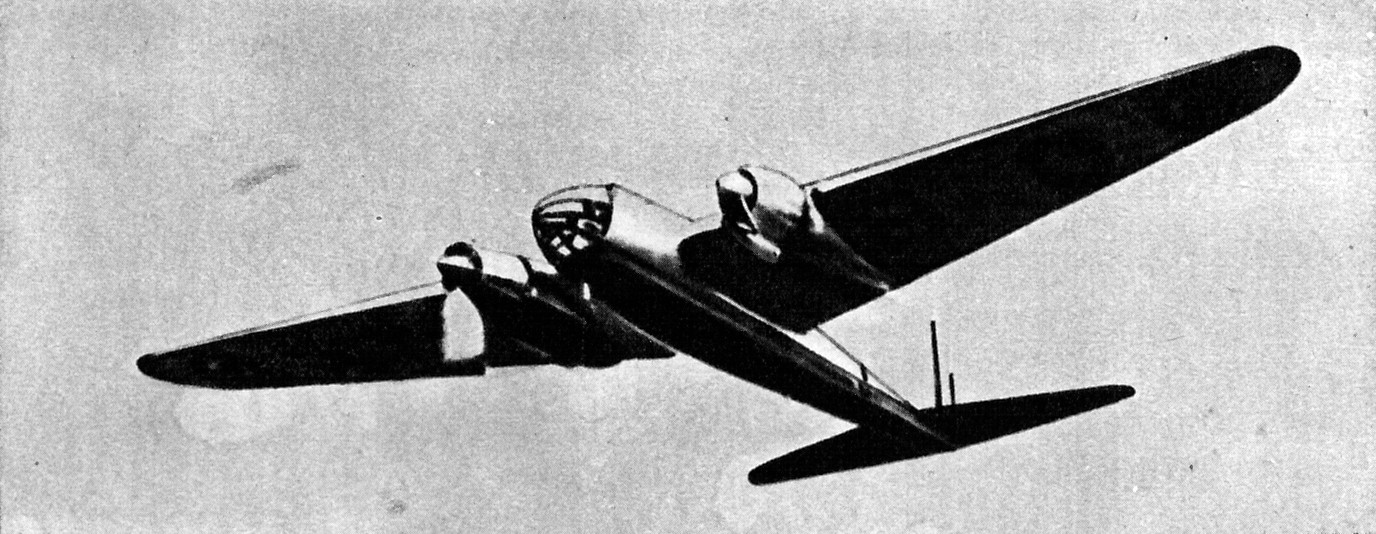
Prototyp Amiot 340

W 1934 roku zaprojektowano samolot typu Amiot 340. Był to w całości metalowy jednopłatowiec. Był to dobry punkt rozwojowy dla średnich bombowców nad którymi rozpoczęto pracę. Pierwszy prototyp – Amiot 350 – odbył lot w marcu 1938 roku. Samolot uzyskał dobre wyniki dzięki którym został wybrany przez Josepha Vuillemina szefa sztabu francuskich sił powietrznych do pokazów w Niemczech w sierpniu 1938 roku.

## Amiot 351
Po zmianach w konstrukcji (model 350) na początku 1939 roku samolot przeszedł testy i wkrótce trafił do produkcji seryjnej. Model ten nazwano Amiot 351. Zamówiono 130 maszyn tego typu.

### Konstrukcja
Całkowicie metalowy średniopłat o okrągłym kadłubie. Skrzydła ogonowe przypominały w kształcie literę V z podwójnym usterzeniem kierunku. Przednia część kadłuba była oszklona. Mieściła miejsca dla bombardiera i nawigatora. Natomiast w kokpicie mieściło się miejsce dla pilota i strzelca. Napęd stanowiły dwa silniki gwiazdowe typu Gnome-Rhône 14N 38/39, każdy o mocy 950 KM (709 kW). Podwozie było w pełni chowane w locie. Maksymalna prędkość samolotu wynosiła 480 km/h.
Na uzbrojenie składało się: 2 x karabin maszynowy MAC 1934 kal. 7,5 mm, 1 x działko Hispano-Suiza HS.404 kal. 20 mm. Maksymalny ładunek bomb wynosił 800 kg. Załogę stanowili: pilot, drugi pilot, nawigator (bombardier) i strzelec.

## Amiot 352
W wersji tej zostały użyte zamiast silników Gnome-Rhône silniki Hispano-Suiza 12Y 50/51 z 1100 KM (821 kW). Samolot został nazwany Amiot 352, ale nie dostał się do produkcji seryjnej. Zbudowano tylko prototyp.

## Amiot 353
W wersji Amiot 353 silniki Gnome-Rhône zostały zastąpione brytyjskimi silnikami Rolls-Royce Merlin II o mocy 1030 KM (769 kW). Zbudowano również tylko prototyp.

## Amiot 354
Najważniejszą zmianą w stosunku do modelu Ammiot 351 było zlikwidowanie podwójnego usterzenia na korzyść pojedynczego steru ogonowego. Poprzez te modyfikacje wydłużył się o 0,50 m. Ponadto wyposażono go w silniejsze silniki typu Gnome-Rhône 14N 48/49 o mocy 1080 KM (806 kW).
Prototyp oblatano w styczniu 1940 roku. Francuskie Siły Powietrzne były zadowolone z osiągów samolotu co wyrażało się w zwiększeniu zamówienia tych samolotów. Łącznie z modelem 351 zamówiono 830 sztuk samolotów. Na początku kampanii francuskiej w maju 1940 roku na ukończeniu było około 200 maszyn, lecz do jednostek frontowych dostarczono zaledwie 80 (w tym 38 Amiot 354 w pełni wyposażonych samolotów. Produkcja tych samolotów była powolna, ponieważ była rozłożona na trzy fabryki we Francji. Dodatkowym utrudnieniem był fakt, że w dwie fabryki zostały zbombardowane przez Niemców w pierwszych dniach inwazji.
Dostarczone samoloty były sformowane w: Grupę Bombową I/21 i II/21 stacjonującą w Awinionie w maju 1940 roku. W czerwcu samoloty przeformowano w Grupy Bombowe I/34 i II/34. Wszystkie dywizjony stacjonowały w północnej Francji. Pierwszym użyciem bojowym Amiot 351/354 były loty rozpoznawcze w rejonie holenderskiego Maastricht 16 maja. Od czerwca samoloty te miały pierwszeństwo w atakowaniu niemieckich czołgów i kolumn zaopatrzeniowych. Podczas kampanii francuskiej stracono 13 maszyn.
20 czerwca 1940 roku dowództwo francuskie nakazało przebazować się do Afryki Północnej. Stamtąd zaplanowano ataki na cele na Sycylii i we Włoszech kontynentalnych. Wykonano 37 lotów operacyjnych. Ale już w sierpniu nakazano wrócić im do południowej Francji, gdzie jednostki rozwiązano.
Podobnie jak wiele obiecujących projektów francuskich z okresu bezpośrednio przed wybuchem II wojny światowej, były spóźnione aby móc zmienić przebieg wojny (patrz Dewoitine D.520, Bloch MB.152, Bloch MB.174) .

## Amiot 355 Amiot 356
W obydwu modelach planowano zmienić silniki na mocniejsze. W modelu Amiot 355 planowano użyć dwóch silników Gnome-Rhône 14R 2 / 3 o mocy 1200 KM (896 kW) oraz pojedynczego usterzenia steru. Natomiast w Amiot 356, podobnie jak w Amiot 353, planowano użyć brytyjskich silników Rolls-Royce Merlin X o mocy 1030 KM (769 kW). Z tych dwóch wariantów zbudowano tylko jeden prototyp.

## Amiot 357
Zbudowano tylko prototyp. Najważniejszą modyfikacją było ustabilizowanie ciśnienia wewnątrz kabiny załogi. Samoloty tego typu nie weszły do seryjnej produkcji.

## Amiot 370
Amiot 370 była to specjalna wersja rozwojowa modelu 350S serii, przeznaczona do ustanowienia rekordu w wyścigu Paryż – Nowy Jork.